# 品詞
品詞（ひんし、英: parts of speech、仏: parties du discours、独: Wortklassen）は、名詞や動詞や助動詞、また形容詞や形容動詞、副詞、連体詞、接続詞、感動詞、助詞といった、語を文法的（形態論的・統語論的）な基準で分類したグループのことである。語類（ごるい、英: word class）とも言う。語彙範疇（英: lexical category）という用語も、品詞と同じ意味でしばしば用いられる。
さまざまな言語で見られる品詞として、名詞、動詞の他に、形容詞、接置詞、代名詞、助動詞、数詞、類別詞、接続詞、冠詞、間投詞などいろいろある。

## 分類の対象
品詞分類の対象となるのは、語、より正確には語彙素である。語彙素とは、具体的な語形から抽出できる、抽象的なレベルで見た語である。たとえば、英語の dog と dogs は、同じ1つの語彙素 dog の異なる2つの語形である。
語ではなく、語根を形態論的・統語論的な基準で分類したもののことも品詞と言う。「語類」は、このような語根の品詞に対して、語の品詞を特に指す呼称である。「語彙範疇」という用語も、名詞句や節といった複数の語からなる句範疇（英: phrasal category）に対して、語を分類したグループであることを示している。

## 分類の基準
品詞分類に用いられる文法的基準には、形態論的なものと統語論的なものがある。前者は構造特性（英: structural properties）、後者は分布特性（英: distributional properties）とも言う。
形態論的基準とは、分類対象の語の語形変化に関わる文法範疇の種類や、語の内部構造を指す。たとえば、日本語・琉球語の動詞は時制（文法範疇の一つ）に応じて語形変化（活用）することによって、他の品詞から区別される。
統語論的基準とは、対象の語が句や節の中でどのような位置に現れるかということである。たとえば、日本語・琉球語の名詞は、格助詞を取って主語や目的語となることに基いて、他の品詞と区別される。
語は、意味によって分類することもできるが、意味的な基準は一般に品詞分類には用いられず、形態論的・統語論的基準が優先される。それゆえ「名詞は事物を、動詞は動作を、形容詞は属性を表す」と定義しすると、「美しい(形容詞)→美しさ(名詞)」「走る(動詞)→走り(動詞の連用形あるいは名詞） 」といった例をうまく説明できなくなるので、この定義はうまくゆかない。

## 用語法
英語の parts of speech という用語は、古代ギリシア語の τα μέρη του λόγου (ta mérē tou lógou) や、ラテン語という言語の partes orationis に由来する。この用語は、speech「話し言葉」の part「部分」（要素）という意味であるが、これは現代言語学で言うところの sentence「文」の要素の class「類」のことである。また、この用語からは、名詞や動詞といった語類が、語や形態素の分類であって、より大きな句レベルの要素の分類ではないことがわからない。このように、 parts of speech という用語は意味的にわかりにくいところがあるが、特に言語類型論の分野で今でも広く用いられている。
生成文法では、語から文に至るさまざまなレベルの構成素の統語的分類を、統語範疇（英: syntactic category）と呼んでいる。この統語範疇という用語は、言語類型論の分野では、Croft (1991) によって名詞・動詞・形容詞を指すのに用いられた。1990年代から、生成文法では終端節点（語のレベル）の範疇が語彙範疇と機能範疇に分けられ、名詞・動詞・形容詞は語彙範疇と呼ばれるようになった。

## 内容語と機能語
品詞は、内容語（英: content word）と機能語（英: function word）に大別される。名詞、動詞、形容詞などは内容語であり、接置詞、助動詞、接続詞、冠詞などは機能語である。内容語は、派生や借用語によって新しい語を加えることができるのに対し、機能語はそうではない。このことを「内容語は開いた類（英: open class）であり、機能語は閉じた類（英: closed class）である」と言う。また、内容語にはたくさんの語が属するが、機能語は数が限られている。そして、内容語は具体的で特殊な意味を表す傾向があるいっぽうで、機能語は抽象的・一般的な意味を表す。
「語彙範疇」という用語は、格、補文化辞、限定詞といった機能範疇（英: functional category）と対比されることもある。この場合、語彙範疇は、具体的な意味内容を持った語類を指す。

## 品詞分類の諸問題
品詞を実際に分類するにはさまざまな問題がある。まず、すべての言語に当てはまる品詞分類の基準を設定することには困難が伴う。たとえば、英語の形容詞の認定には、比較級・最上級を持つことが基準として用いられることがあるが、日本語には比較級・最上級はないため、これを基準として日本語に形容詞を認めることはできない。
次に、品詞の候補となるある語群がそれだけで独立の品詞を成すのか、それともより大きな品詞の下位範疇にすぎないのかを判断しなくてはならないという問題もある。たとえば、日本語の動詞と形容詞は、いずれも時制などに応じて活用するという形態論的基準を満たすので、1つの品詞にまとめることもできる。しかし、動詞と形容詞は活用に関わる接辞が大きく異なるため、それを重視すると異なる2つの品詞ということになる。
また、動詞と助動詞の中間、名詞と形容詞の中間など、品詞と品詞の境界例となるような語の存在も問題となる。たとえば、「血まみれ」「ひとかど」などは、「血まみれの人」「ひとかどの人物」のように、名詞を修飾する際に助詞「の」を用いる点は他の名詞と共通しているが、「??血まみれが走った」「??ひとかどが来た」のように主語にはなりにくいため、典型的な名詞とは言えない。また、文法化の過程で、品詞と品詞の境界例が生じることもある。文法化は、内容語が機能語に変化するプロセスで、たとえば動詞が側置詞に変化する（日本語の「（〜に）つく」>「〜について」など）。この結果、動詞と側置詞の中間のような存在が生じる。
最後に、品詞は語の分類であることに由来して、何を語として認定するかという点も問題である。たとえば、日本語文法において、山田孝雄は学校文法の助動詞の多くを複語尾とし、語と認定していない。また、松下大三郎は、助詞・助動詞を単語の構成要素（原辞）としている。これに対して、橋本進吉は助詞・助動詞を語の一種であるとする。

## 品詞分類の普遍性
日本語に冠詞がなかったり、英語に形容動詞がなかったりするように、特定の品詞を欠く言語もある。内容語の中では、形容詞を認定できない言語が多い。さらに、名詞と動詞の区別がないと分析される言語も存在する。

## 諸言語の品詞

### 日本語
日本の学校文法では、橋本進吉による以下の基準によって10品詞が立てられている。
| 単独で文節を作ることができるか | 活用の有無     | 品詞名   | その他の基準                                                                 |
| ------------------------------ | -------------- | -------- | ---------------------------------------------------------------------------- |
| できる＝自立語                 | 活用あり＝用言 | 動詞     | 言い切りがウ段                                                               |
| できる＝自立語                 | 活用あり＝用言 | 形容詞   | 言い切りがイ                                                                 |
| できる＝自立語                 | 活用あり＝用言 | 形容動詞 | 言い切りがダ・デス                                                           |
| できる＝自立語                 | 活用なし       | 名詞     | 主語になる＝体言                                                             |
| できる＝自立語                 | 活用なし       | 副詞     | 主に連用修飾語になる                                                         |
| できる＝自立語                 | 活用なし       | 連体詞   | 連体修飾語になる                                                             |
| できる＝自立語                 | 活用なし       | 接続詞   | 接続語になる                                                                 |
| できる＝自立語                 | 活用なし       | 感動詞   | 独立語になる                                                                 |
| できない＝付属語               | 活用あり       | 助動詞   | です・ます                                                                   |
| できない＝付属語               | 活用なし       | 助詞     | とりたて助詞「は」「が」、格助詞「を」「に」および「から」「まで」「へ」など |

これとは異なる品詞分類として、益岡・田窪 (1992: 8) は次の11品詞を設けている。
|    | 品詞名 | 基準                                                                      | 例                                                         |
| -- | ------ | ------------------------------------------------------------------------- | ---------------------------------------------------------- |
| 1  | 動詞   | 単独で述語になる                                                          | 歩く、倒す、話す、ある、いる                               |
| 2  | 形容詞 | 単独で述語になり、かつ、連体修飾語として働く                              | 寒い、強い、長い、勤勉だ、高価だ                           |
| 3  | 判定詞 | 名詞に接続して、述語を作る                                                | だ、である、です                                           |
| 4  | 助動詞 | 述語に接続して、複雑な述語を作る                                          | のだ、わけだ、はずだ、だろう、らしい                       |
| 5  | 名詞   | 主題や補足語の中心要素になる                                              | ひと、もの、誰、大勢、1つ                                  |
| 6  | 副詞   | 連用修飾語として働く                                                      | ゆっくり、少し、たっぷり、かつて、ぜひ、当然、実は         |
| 7  | 助詞   | 名詞に接続して主題や補足語を作ったり、 名詞と名詞、節と節を接続したりする | が、は、も、さえ、と、か                                   |
| 8  | 連体詞 | 連体修飾語として働く                                                      | あらゆる、たいした、大きな、例の                           |
| 9  | 接続詞 | 文と文を接続する                                                          | しかし、なぜなら、すなわち、また、なお、あるいは           |
| 10 | 感動詞 | 単独で文になることができる                                                | あ、なんと、はい、なるほど、ええと、もしもし、はて、さてと |
| 11 | 指示詞 | 現場や文脈における人やものを指し示す働きをする                            | これ、それ、あれ、この、その、あの、こう、そう、ああ       |

しかしながら、益岡と田窪は「複雑な」「複雑に」「複雑です」のうちの「複雑です」が「複雑（なX）です」の省略形であるかもしれないという問いについて充分に答えていないので、日本語処理の分野ではさほど注目されていない。

### 英語
ふつう、英語の品詞は名詞、代名詞、形容詞、動詞、副詞、前置詞、接続詞、間投詞の8つに分けられる。冠詞は形容詞の一種、助動詞は動詞の一種とされる。
これとは異なる品詞分類として、Quirk et al. (1985: 67–68) は、英語の語類を以下のように整理している。
|              | 品詞名       | 日本語訳 | 例                                    |
| ------------ | ------------ | -------- | ------------------------------------- |
| open class   | noun         | 名詞     | John, room, answer, play              |
| open class   | adjective    | 形容詞   | happy, steady, new, large, round      |
| open class   | full verb    | 動詞     | search, grow, play                    |
| open class   | adverb       | 副詞     | steadily, completely, really          |
| closed class | preposition  | 前置詞   | of, at, in, without, in spite of      |
| closed class | pronoun      | 代名詞   | he, they, anybody, one, which         |
| closed class | determiner   | 限定詞   | the, a, that, every, some             |
| closed class | conjunction  | 接続詞   | and, that, when, although             |
| closed class | modal verb   | 法助動詞 | can, must, will, could                |
| closed class | primary verb |          | be, have, do                          |
|              | numeral      | 数詞     | one, two, three; first, second, third |
|              | interjection | 間投詞   | oh, ah, ugh, phew                     |

また、Huddleston & Pullum (2002: 22) は以下の9つのカテゴリーを語彙範疇として挙げている。
|   | 品詞名        | 日本語訳   | 例                                                   |
| - | ------------- | ---------- | ---------------------------------------------------- |
| 1 | noun          | 名詞       | tree, pig, sugar, hatred, union, Picasso, London     |
| 2 | verb          | 動詞       | do, fly, melt, think, damage, give, have, be, must   |
| 3 | adjective     | 形容詞     | good, nice, big, easy, ugly, helpful, reddish, fond  |
| 4 | adverb        | 副詞       | obviously, easily, helpfully, frankly, soon, so, too |
| 5 | preposition   | 前置詞     | of, to, by, into, between, over, since, toward(s)    |
| 6 | determinative | 限定詞     | the, this, that, a(n), some, all, every, each        |
| 7 | subordinator  | 従位接続詞 | that, for, to, whether, if                           |
| 8 | coordinator   | 等位接続詞 | and, or, but, nor                                    |
| 9 | interjection  | 間投詞     | ah, damn, gosh, hey, oh, ooh, ouch, whoa, wow        |